# Погосян, Александр Александрович
Погосян Александр Александрович (род. 20 декабря 1963 года) — российский художник-монументалист. Педагог СПбГАИЖСА, член Союза художников России.

## Биография
Погосян Александр Александрович родился в 1963 году в городе Туапсе, Краснодарский край. С 1979-го по 1983 год учился в Абрамцевском художественно-промышленном училище. С 1984-го по 1986 год — Служба в ВМФ. С 1989-го по 1995 год — студент в Институте им. Репина Российской Академии Художеств. 1995 — защита дипломной работы «Беженцы».
1995—1999 — Занятия в творческой мастерской под руководством профессора А. А. Мыльникова. 1999 — Участие в воссоздании росписей Храма Христа Спасителя в Москве в составе бригады А. К. Быстрова. C 2000 преподает на факультете живописи в СПбГАИЖСА. В настоящее время преподает живопись и композицию в мастерской монументальной живописи (Санкт-Петербургская академия художеств имени Ильи Репина) под руководством Александра Быстрова.
c 1998 — член Союза художников России
2000—2001 — работа в команде с А. И. Дендериной и С. А. Пичахчи. Были выполнены мозаики на фасадах храма Лисинской церкви
2001—2004 — Участие в создании росписей в Знаменском соборе в г. Курске
2013 — член корреспондент Петровской академии искусств и наук.
2020 — член корреспондент Российской академии художеств.
Работает в технике масляной живописи, создает эскизы для мозаик, витражей и других монументальных решений. Создает эстампы, в частности литографии.
Участник выставок в Санкт-Петербурге, Москве, Сочи, Пекине, Шанхае, Амстердаме и др . Работы находятся в частных коллекциях и музеях мира.
Также две работы «Рыбаки. Возвращение» и «Рыбачки. Ожидание» находятся в частной коллекции мецената и бизнесмена Вячеслава Адамовича Заренкова.

## Награды
- В 2000 году награжден памятной медалью за работу в Храме Христа Спасителя.
- В 2005 году награжден серебряной медалью РАХ
- В 2007 году награжден юбилейной медалью 250 лет Академии Художеств

## Выставки
- 2000 год - Весенняя выставка в залах академии художеств
- 2009 год - Выставка в Шанхае Архивная копия от 28 июня 2019 на Wayback Machine
- 2016 год - Лики России. Всероссийская художественная выставка.
- 2016 год - Притяжение реализма. Современные художники
- Ученик и учитель
- Выставка памяти в честь Марии Алексанровной Королевой
- 2016 	Выставка «Весна» в Союзе художников, региональная, город Санкт-Петербург
- 2016 	Выставка «Осень» в Союзе художников, региональная, город Санкт-Петербург
- 2016	Притяжение реализма. Современные художники, всероссийская, Москва
- 2017 	Выставка «Осень» в Союзе художников, региональная, город Санкт-Петербург
- 2017	Выставка «85 лет Санкт-Петербургскому Союзу художников», всероссийская, Москва
- 2018	Exhibition of collection Shandong contemporary oil painting institute. 10 выставка живописных решений, международная, Китай.
- 2018 	Выставка «Весна» в Союзе художников, региональная, город Санкт-Петербург
- 2018 	Выставка «Осень» в Союзе художников, региональная, город Санкт-Петербург
- 2018 	«Российский Север», всероссийская, Мурманск
- 2019	Всероссийский выставочный проект «РОССИЯ XIII», международная, город Москва
- 2019	Выставка к памяти жертв геноцида, международная, город Санкт-Петербург
- 2019	Выставка «Осень» в Союзе художников, региональная, город Санкт-Петербург
- 2020	Кубачи, международная биеналле печатной графики, Дагестан
- 2020	3rd International Print Biennale, Yerevan 2021,  третья интернациональная Биеналле печатной графики в Ереване 2021
- 2020	Творческая Весна 2020, международная выставка, город Санкт-Петербург
- 2020 	Творческая Осень 2020, международная выставка, город Санкт-Петербург
- 2020	Семья – душа России, всероссийская, город Москва, Царицино

## Конкурсы
- 2003 – Музы Санкт-Петебруга.
- 2014 – Межвузовский конкурс ко Дню Святой Татьяны. Награда.
- 2019 – Семья – душа России.
- 2020 – Семья – душа России.
- 2020 – Созидающий мир, победитель
- 2020 - Творческая Осень 2020, международный конкурс педагогов, второе место

## Коллекции
Работа «Одиночество», «Материнство», «Старик с бутылью» - Beijing International Arts Palace
Частные российские и зарубежные коллекции.
Печатная графика - Музей печатной графики "Кубачинская Башня"
Личная коллекция бизнесмена и мецената Заренкова Вячеслава Адамовича